# Megan Prelinger
Megan Prelinger (Oregón, Estados Unidos, 25 de septiembre de 1967) es una historiadora cultural y archivista. Es la cofundadora de la Biblioteca Prelinger en San Francisco, y es autora de dos libros: Another Science Fiction: Advertising the Space Race 1957-1962 y Inside the Machine: Art and Invention in the Electronic Age.

## Biografía

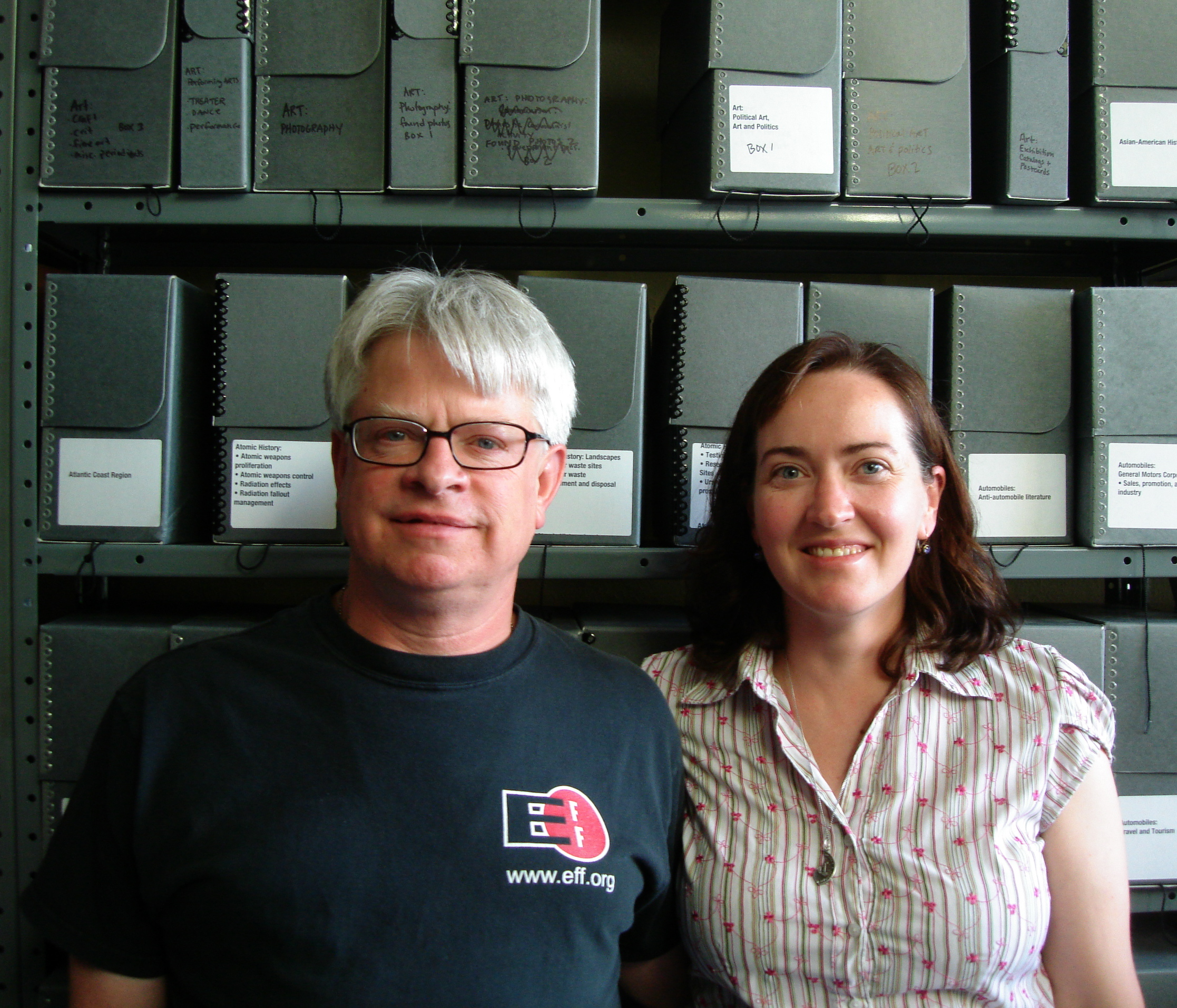
Rick y Megan Prelinger en su biblioteca

Prelinger nació en el condado de Yamhill, Oregon, y se crio en Eugene. Después de graduarse en el Reed College se embarcó en una serie de viajes en solitario por el interior del oeste de los Estados Unidos, visitando "paisajes", que define como lugares, no necesariamente famosos en el sentido convencional, que tienen una resonancia humana. Trabajando independientemente, persiguió un interés académico en la "literatura efímera", buscando fuentes entre el material descartado de las bibliotecas y los estantes de las librerías usadas y considerando lo que este cuerpo de trabajo podría revelar sobre la historia estadounidense.
Rick Prelinger, cuyos archivos Prelinger perseguían objetivos similares relacionados con el cine, leyó dos de sus artículos en la revista Bad Subjects y en 1999 se casaron. La Biblioteca Prelinger se lanzó en 2004 como la fusión de sus colecciones impresas y ahora contiene más de 40 000 publicaciones que alguna vez se consideraron de interés temporal: revistas, panfletos, folletos y artículos similares que, según Megan, "contienen micro narrativas, pequeñas historias que no siempre se convierten en libros ".
En un perfil de 2007 del Harper's Magazine, Gideon Lewis-Kraus describió la Biblioteca Prelinger como "el centro de comando" del matrimonio, "que parece tanto una cuestión de tácticas culturales cerebrales como de romance". Megan tiene "mayor seriedad de los dos" con "una especie de mal genio, pero no es fácil decir algo definitivo, ya que ella y Rick tienden a intercambiar atributos libremente". Megan es responsable del sistema de clasificación único de la biblioteca, que se centra en la localidad, comenzando en la ubicación de la biblioteca de San Francisco y terminando en el espacio exterior. Ella diseñó el sistema para promover la suerte de los "descubrimientos basados en la navegación". Por ejemplo, los documentos del gobierno se encuentran al lado de sus interpretaciones modernas; Las historias satíricas se dejan de lado al lado de las serias. "La ficción de la materia se intercala entre la no ficción, y la literatura comercial a veces representa un tema completo". En 2010, San Francisco Bay Guardian otorgó a los Prelingers un premio de por vida "Goldies".
En 2013, el museo de ciencia Exploratorium reabierto en San Francisco presentó la Biblioteca del Observatorio, comisariada por los Prelingers, que incluye cinco atlas especialmente preparados, así como libros, documentos gubernamentales, revistas y videos que "exploran las fuerzas naturales y sociales que han impactado el paisaje de la bahía ".

## Obras
El libro de Prelinger de 2010, Another Science Fiction: Advertising the Space Race 1957-1962, se inspiró en la publicidad contemporánea que se encuentra en dos publicaciones: Aviation Week y Missiles and Rockets. El libro narra una época descrita por Dennis Overbye en The New York Times como "Mad Men" se reúne con Flash Gordon, un momento en el que el futuro de la exploración espacial a veces se daba a predicciones infladas: jardinería lunar y vehículos espaciales impulsados por energía solar. Como las corporaciones intentaron embellecer su visión del futuro y, más prácticamente, impulsar el reclutamiento de empleados. Overbye escribió que "es difícil saber de qué ser más nostálgico, todos esos sueños infantiles de la ópera espacial o el optimismo de una era en la que la imaginación y la tecnología estaban en auge y todos los anuncios terminaban con una oferta para trabajar para la próspera compañía del futuro".
La investigación para el libro comenzó como una búsqueda de historias no contadas del oeste estadounidense militarizado y el desarrollo de la bomba atómica. Cuando Prelinger leyó artículos de revistas de la época, se dio cuenta de que los anuncios "formaban un lenguaje visual propio que hablaba de todas las complejidades históricas, ideológicas y tecnológicas que estaban incrustadas en los cambios masivos de la era en la historia". Ella ve los vuelos espaciales humanos como un proyecto cultural, no solo industrial, con los anuncios incorporando ambos objetivos.
Prelinger organiza su investigación utilizando una base de datos, describiéndose a sí misma como una aficionada de FileMaker. Para Another Science Fiction pasó un año catalogando imágenes, y con el tiempo aumentó la base de datos a unos 600 registros. El enfoque le proporcionó un medio de forma libre para examinar y clasificar el material utilizando búsquedas de palabras clave, y la estructura final varió considerablemente desde la primera vez que la concibió.
El segundo libro de Prelinger, Inside the Machine: Art and Invention in the Electronic Age, fue publicado por la W.W. Norton & Company en agosto de 2015. El libro narra la historia de la electrónica desde la década de 1930 hasta la de 1960 y el trabajo correspondiente de artistas que describieron esos avances: en la publicidad de productos, reclutamiento de personal y marca de la compañía, así como artículos de revistas y otros esfuerzos educativos. "Los artistas cerraron la brecha entre la invención y la comprensión, entre las empresas y la industria, y entre la tecnología y el público". Prelinger escribió en la introducción. Como en su libro anterior, ella argumenta que el arte tiene el poder de "crear el mundo como deseamos verlo".